# Steamboat Willie
Steamboat Willie (1928) és una pel·lícula de dibuixos animats de Walt Disney. És la tercera pel·lícula que s'ha realitzat de Mickey Mouse (considerada erròniament la primera). Si bé és en aquest film on naix clarament, la personalitat actual del personatge.
Segons indica Lawrence Lessig a Cultura Lliure, "Quan Disney va fer una prova l'estiu de 1928 els resultats van ser clars. Tal com descriu Disney aquell primer experiment:
Un parell dels meus nois sabien llegir música, i un sabia tocar l'harmònica. Els vam posar en una habitació on no podien veure la pantalla i ho vam arreglar tot perquè el so arribés a la sala on les nostres dones i amics havien de veure la pel·lícula."
Dos curtmetratges animats muts posant en escena Mickey Mouse s'havien estrenat abans del 18 de novembre de 1928: Plane Crazy (finals de 1927) i The Gallopin' Gaucho (primavera 1928). Però aquesta pel·lícula és la que marca el naixement del personatge, basant-se en la seva difusió per un ampli públic i per la utilització d'una banda sonora. Walt va decidir treure els dos curtmetratges amb una pista sonora durant l'any 1929. Steamboat Willie és considerada, però, com la pel·lícula que marca el naixement de Mickey Mouse i com la primera pel·lícula amb del so sincronitzat. L'any 1998 el National Film Registry de la Biblioteca del Congrés dels Estats Units la va seleccionar per a la seva preservació degut al seu interès cultural, històric o estètic.

## Argument
Mickey i el Capità Pete treballen en un vaixell de mercaderies i fan un viatge per un riu poc tranquil amb Minnie com a únic passatger fora dels animals de granja.
Mickey és mariner al vaixell Steamboat Willie , sota les ordres del Capità Pete, i així es veu com un grumet que xiula a la barra al començament de la pel·lícula. Llavors, el capità arriba i torna amb els encàrrecs ordenant a Mickey llustrar el pont. El vaixell s'atura en un pontó per embarcar una vaca i altres animals.
A penes han sortit del port Minnie arriba, amb retard, per a l'embarcament. Mickey utilitza una grua per agafar Minnie sobre la vora de la riba i hissar-la a bord. Arribant, perd accidentalment la seva partitura de la cançó popular "Turkey in the straw". El full de paper se'l menja una cabra, un dels animals embarcats. Mickey i Minnie utilitzen llavors la cua de l'animal com a maneta i la cabra es converteix en un fonògraf. Mickey segueix utilitzant els objectes i animals de bord com a instruments de música.
El capità Pete, molest pel xivarri, retorna Mickey al treball: és condemnat a pelar patates per a la resta del viatge. Un lloro tempta de divertir-lo però Mickey li llança una patata per fer-ho callar-se. Aquesta escena és la final.